# Felix Richard

Felix Richard (ca. 1980)

Felix Richard (* 6. November 1915; † 17. Oktober 1984 in Uitikon; heimatberechtigt in Langenthal) war ein Schweizer Forstwissenschaftler und Hochschullehrer.

## Leben
Felix Richard, Sohn des Ernst Gottfried und der Anna Frieda, geborene Schneeberger, heiratete 1953 Lisbeth Müller. Er absolvierte ein Studium der Forstwissenschaften an der ETH Zürich. Im Jahre 1946 promovierte Richard mit einer bodenkundlichen Dissertation.

## Schaffen
Von 1949 bis 1951 war Richard an der Cornell-Universität (Ithaca, New York) und an der Universität Berkeley (Kalifornien) tätig. Zwischen 1951 und 1962 war er Privatdozent für forstliche Bodenkunde an der ETH Zürich sowie Mitarbeiter der Eidgenössischen Anstalt für das forstliche Versuchswesen. Von 1962 bis 1966 war Richard Titularprofessor für Bodenkunde, anschliessend von 1966 bis 1973 ausserordentlicher Professor und anschliessend von 1973 bis 1983 ordentlicher Professor für Bodenphysik.
Im Gegensatz zur landwirtschaftlichen Bodenkunde betonte Richard die Bedeutung physikalischer Eigenschaften des Bodens für das Wachstum der Bäume. Seine Arbeiten wurden für den Waldbau und die forstliche Standortskunde von grosser Bedeutung.